# 赖远明
赖远明（1962年8月—），中国寒区工程、土木工程专家。中国科学院寒区旱区环境与工程研究所研究员。生于江西龙南。1983年毕业于江西理工大学，1986年在兰州交通大学获硕士学位，1999年在中国科学院兰州冰川冻土研究所获博士学位。2011年当选为中国科学院院士。